# Moinho de Vento de Castro Verde
O Moinho de Vento de Castro Verde é um monumento na vila de Castro Verde, na região do Baixo Alentejo, em Portugal.

## Descrição e história
O imóvel situa-se no Largo da Feira, em Castro Verde.
Foi construído durante a primeira metade do século XX, tendo sido encerrado na década de 1940. Em 2003, a Câmara Municipal de Castro Verde encetou obras de recuperação no moinho, durante as quais foram restaurados os antigos mecanismos de moagem. Após esta intervenção, o moinho passou a funcionar como um núcleo museológico, com um moleiro próprio.